# Enrique Sarasola Lerchundi
Enrique Sarasola Lerchundi (San Sebastián, 24 de agosto de 1937-Madrid, 2 de noviembre de 2002) fue un empresario español, que destacó especialmente en el área de la hípica y el sector de las telecomunicaciones.

## Biografía

### Juventud
En su juventud, Enrique Sarasola emprendió rumbo a Colombia, donde entró en contacto con personalidades relevantes y con la familia Marulanda, que tiene una destacada trayectoria empresarial y política en este país.

### Carrera empresarial en España
En España, durante la década de los 70 fue célebre su vinculación con el entorno de la dirección del Partido Socialista Obrero Español (PSOE) que más adelante conseguiría la victoria en las elecciones generales de 1982, año en que Sarasola se hallaba en Madrid.
Entre los hitos del empresario, que durante su trayectoria abarcó una diversidad de ámbitos, fueron especialmente conocidos los relacionados con la sociedad "Inversiones, Servicios y Comercio" (ISECO) y con el Hipódromo de Madrid a principios de los años 90.
El 2 de noviembre de 2002 falleció en la localidad de Madrid a los 65 años de edad.